# Eduard Strecker

Philipp Anton Eduard Strecker (1822–1894). Photographie von Leopold Haase & Comp., Berlin. um 1874

Philipp Anton Eduard Strecker (* 14. September 1822 in Heiligenstadt; † 23. Januar 1894) war ein Jurist und Reichstagsabgeordneter.
Strecker besuchte das Domgymnasium in Halberstadt und studierte Rechtswissenschaften an den Universitäten Bonn und Göttingen. Danach absolvierte er den Vorbereitungsdienst bei Gerichten im Appellationsgerichts-Bezirk Magdeburg. 1853 war er Kreisrichter in Wanzleben, 1858 Einzelrichter in Hötensleben. Ab 1868 war Mitglied des Kreisgerichts und Grundbuchrichter in Worbis. Von 1870 bis 1879 war er Mitglied des Preußischen Abgeordnetenhauses für den Wahlkreis Erfurt 2 (Heiligenstadt – Worbis). Von 1872 bis 1884 war er Mitglied des Deutschen Reichstags für das Zentrum für den gleichen Wahlkreis. Dabei wurde er erstmals im April 1872 in einer Nachwahl für den ausgeschiedenen Abgeordneten Conrad Zehrt gewählt.